# Poção de Pedras (kommun)
Poção de Pedras är en kommun i Brasilien.   Den ligger i delstaten Maranhão, i den nordöstra delen av landet, 1 300 km norr om huvudstaden Brasília. Antalet invånare är 19 705.
Omgivningarna runt Poção de Pedras är huvudsakligen savann. Runt Poção de Pedras är det ganska glesbefolkat, med 31 invånare per kvadratkilometer.